# La Geria
La Geria est une vallée viticole et un parc naturel de l'île de Lanzarote dans les îles Canaries.

## Situation
La région viticole de La Geria s'étend au centre de l'île de Lanzarote et au sud du parc national de Timanfaya sur une bonne quinzaine de kilomètres entre les villages de Mozaga et d'Uga. Les vignobles se situent sur les communes de Yaiza, Tinajo, Tias et San Bartolomé.

## Les zocos
Le sol où poussent les vignobles de La Geria est recouvert d'une couche de lave séchée provenant de l'éruption du Timanfaya en 1730. Des milliers de petits murets d'une seule rangée semi-circulaire ont été patiemment érigés par les viticulteurs. Ils sont formés de roches volcaniques et entourent chaque cep de vigne planté en leur centre. Ils protègent aussi la vigne du vent sec et chaud de la région. Ces murets s'appellent des zocos ou goros. 
Vus du ciel, ils forment un dessin régulier faisant penser à des alvéoles. Cependant, à certains endroits, on trouve aussi des murets qui sont non pas semi-circulaires mais droits.
Chaque pied de vigne est planté à une profondeur suffisante pour que les racines atteignent le sol arable qui recouvrait la région avant l'éruption de 1730. Une légère pente conduisant au pied du ceps et la rosée procurent le peu d'humidité nécessaire à la croissance de la vigne.

## Le vin

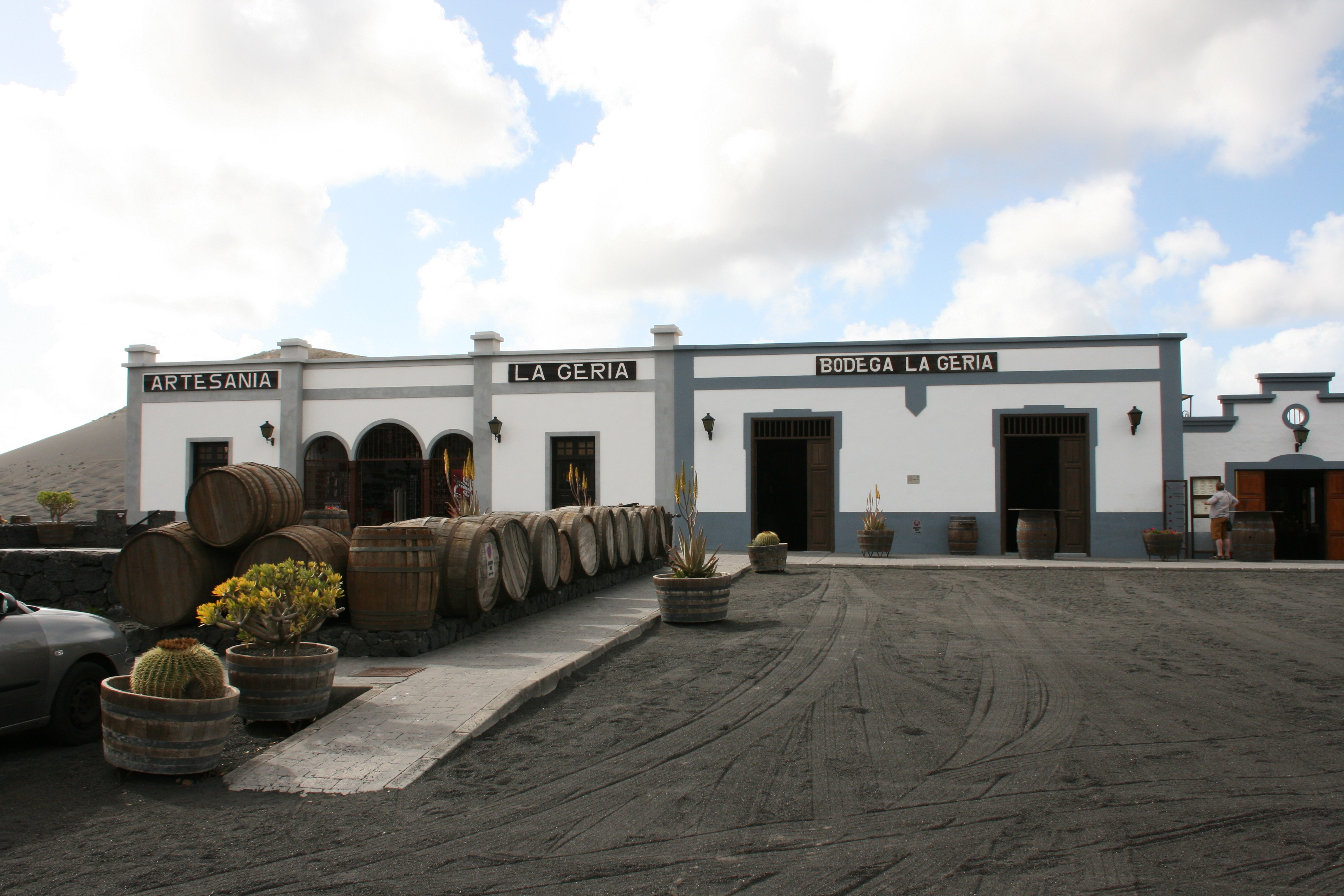
Bodega La Geria

Le vin produit dans la vallée de La Geria est un vin de malvasía (vin de Malvoisie) qui se décline en plusieurs variétés du blanc sec au rouge en passant par un blanc moelleux et un rosé. Il est considéré comme un des meilleurs vins des îles Canaries. 
Plusieurs bodegas situées le long de la route qui va d'Uga à Mozaga permettent la dégustation et l'achat des différents crus. Ces vins sont aussi disponibles dans la plupart des commerces de Lanzarote et des îles Canaries. 
Quelques cabanes de viticulteurs appelées taros sont présentes au milieu du vignoble. Elles sont construites en blocs irréguliers de pierre volcanique,.
Les appellations les plus connues sont La Geria, El Grifo, Asomada, Stratus et Mozaga.
Un musée du vin, le Museo del Vino El Grifo, se trouve à la sortie du village de Masdache en direction de Mozaga.

## Le Parc naturel de La Geria
La zone est protégée comme espace naturel des Canaries depuis 1987 et reclassée en 1994. Le parc naturel de la Geria se situe sur les territoires des communes de Yaiza, Tías, Tinajo, San Bartolomé et Teguise avec une superficie de 5255 hectares. Les hameaux et petits villages suivants font partie de ce parc : Masdache, Vega de Tegoyo, La Asomada, Conil, Mozaga, La Geria et El Islote-Casa de la Florida. 
Ce parc est déclaré zone de protection spéciale pour les oiseaux . On trouve aussi dans le parc la Cueva de los Naturalistas, un tube volcanique naturel de grandes dimensions.

## Galerie

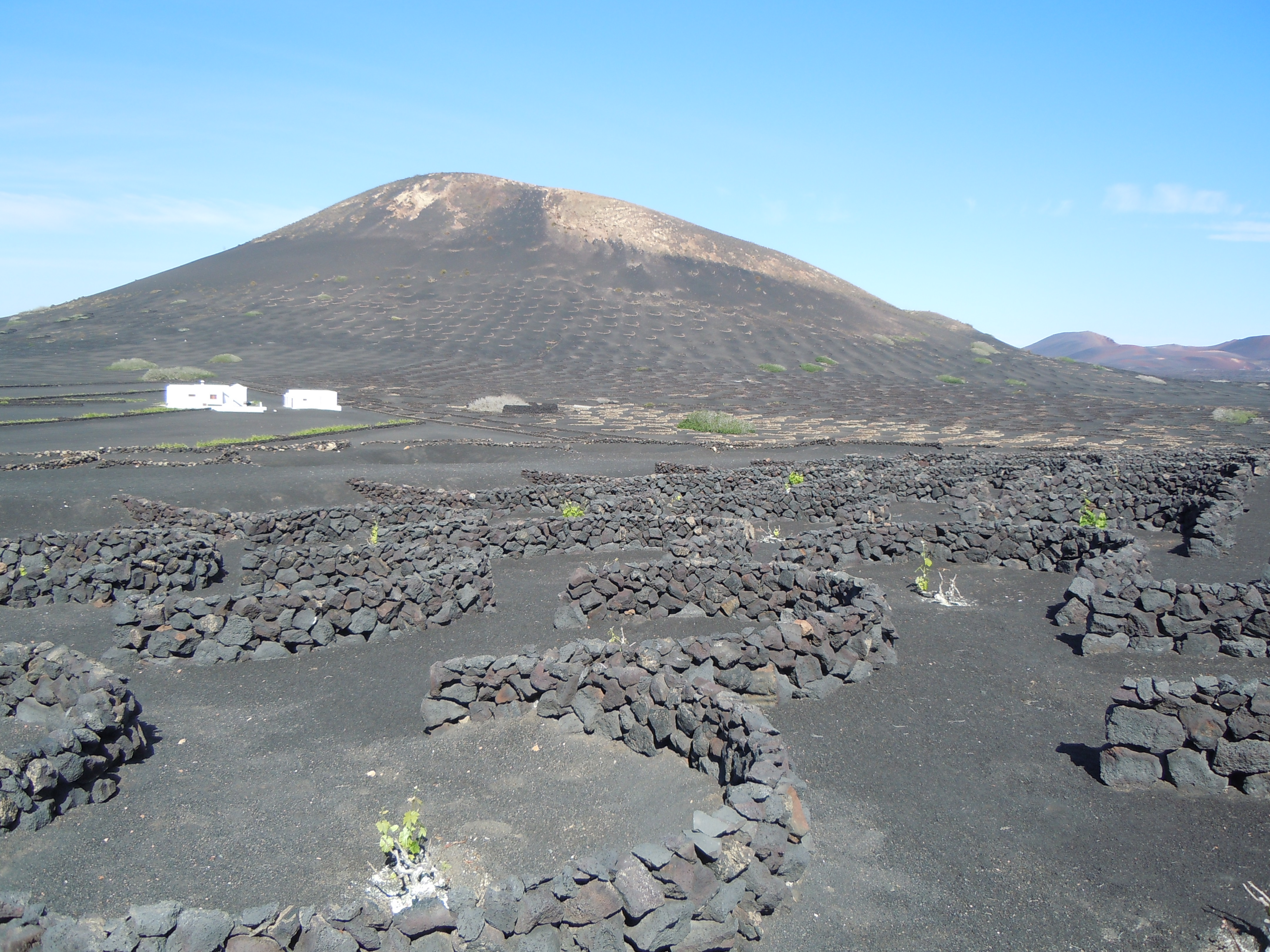
La Montaña Diama domine le centre de la Geria
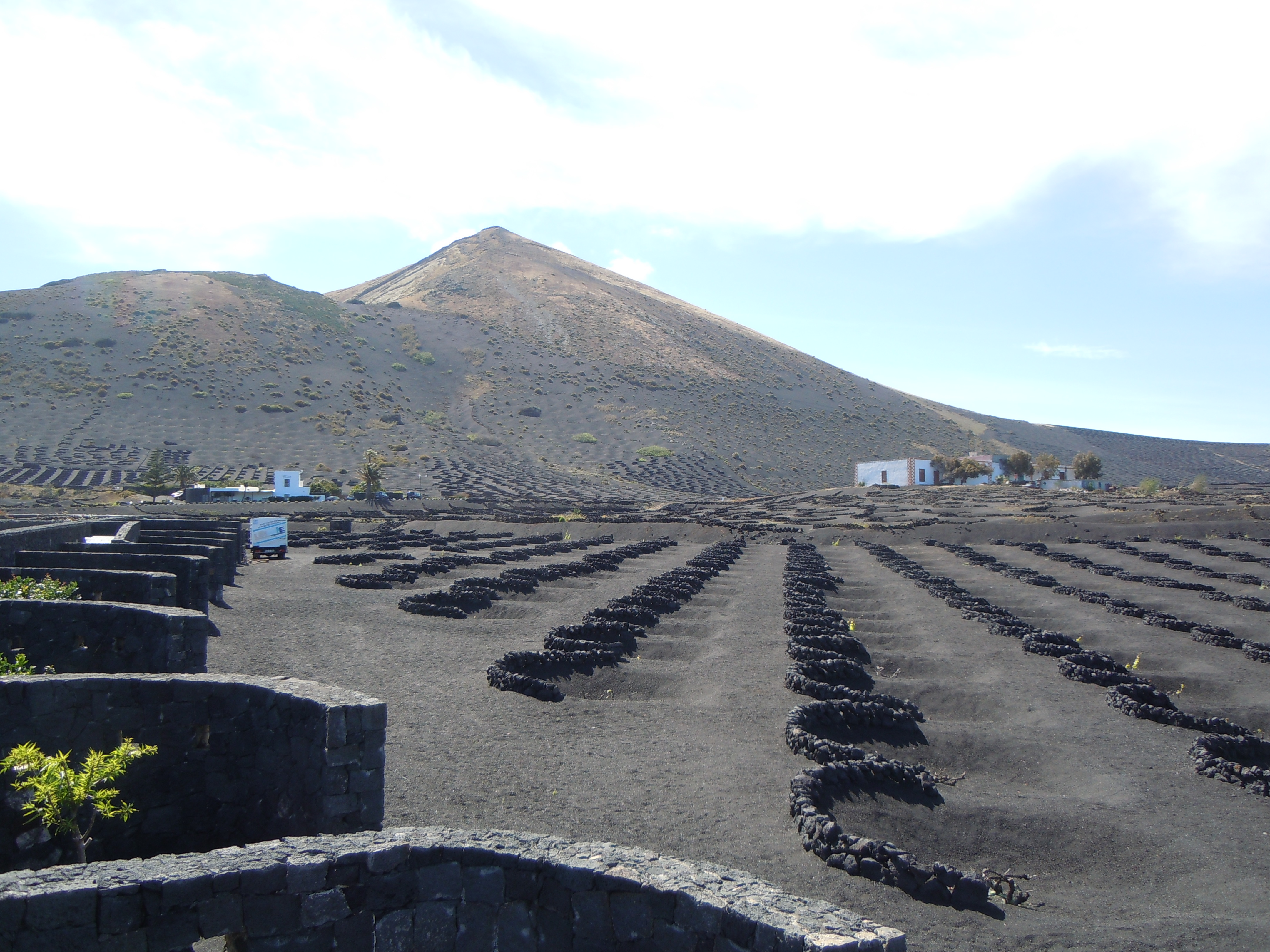
Montaña de Guardilama
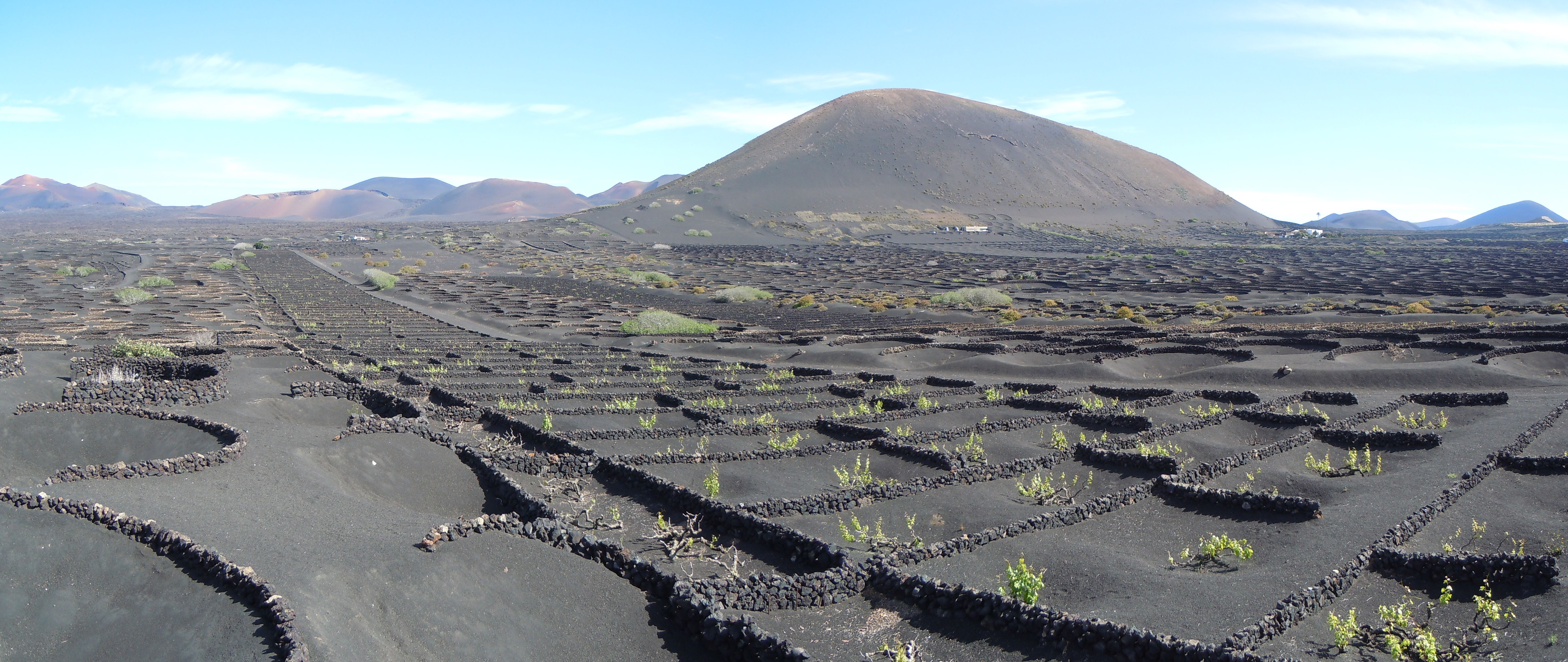
Vue Panoramique de la Montaña Diama

## Sources et liens externes
Centros de Arte, Cultura y Turismo Lanzarote